# Charles Perdrizet
Charles Rodolphe Perdrizet (Mulhouse, 29 novembre 1869 - Pagney, 20 juin 1952) est un explorateur et administrateur colonial français.

## Biographie
Diplômé des Arts et Métiers de Châlons (promotion 1886), en juin 1896, il part explorer la haute Sangha après le poste de Carnot pour la pacifier et pour trouver un accès vers le Tchad qui contrecarreraient les projets allemands au Cameroun. 
Il passe ainsi le massif de Bouar et atteint la rivière Ouam. Il reconnaît la Lobaye, fonde Bossangoa (1896) puis revient à Carnot en mai 1897. 
Il participe ensuite en 1899-1900 à l'expédition Tchad d'Émile Gentil et devient comme Georges Bruel administrateur civil de la nouvelle région du Haut-Chari. En 1902, il reconnaît le Bahr Sara, ouvrant ainsi une importante voue de communication économique. Cette expédition lui vaut la médaille d'or de la Société de géographie.
Il est fait chevalier de la Légion d'honneur le 21 juillet 1912 puis officier (1932).

## Travaux
- Itinéraires entre la Sangha et la Ouam, Bulletin de la Société de géographie, 1899, p. 412-413